# Lepteutypa fuckelii
Lepteutypa fuckelii är en svampart som först beskrevs av Nitschke, och fick sitt nu gällande namn av Franz Petrak 1923. Lepteutypa fuckelii ingår i släktet Lepteutypa och familjen Amphisphaeriaceae.   Inga underarter finns listade i Catalogue of Life.